# Val-Mont
Val-Mont est une commune nouvelle française située dans le canton d'Arnay-le-Duc du département de la Côte-d'Or, en région Bourgogne-Franche-Comté.

## Géographie

### Climat
Pour des articles plus généraux, voir Climat de la Bourgogne-Franche-Comté et Climat de la Côte-d'Or.
En 2010, le climat de la commune est de type climat océanique dégradé des plaines du Centre et du Nord, selon une étude du Centre national de la recherche scientifique s'appuyant sur une série de données couvrant la période 1971-2000. En 2020, Météo-France publie une typologie des climats de la France métropolitaine dans laquelle la commune est exposée à un climat océanique altéré et est dans la région climatique  Bourgogne, vallée de la Saône, caractérisée par un bon ensoleillement (1 900 h/an), un été chaud (18,5 °C), un air sec au printemps et en été et des vents faibles. 
Pour la période 1971-2000, la température annuelle moyenne est de 9,9 °C, avec une amplitude thermique annuelle de 16,6 °C. Le cumul annuel moyen de précipitations est de 863 mm, avec 12,2 jours de précipitations en janvier et 7,4 jours en juillet. Pour la période 1991-2020, la température moyenne annuelle observée sur la station météorologique de Météo-France la plus proche, « Arnay_sapc », sur la commune de Saint-Prix-lès-Arnay à 11 km à vol d'oiseau, est de 10,5 °C et le cumul annuel moyen de précipitations est de 799,9 mm,. Pour l'avenir, les paramètres climatiques de la commune estimés pour 2050 selon différents scénarios d'émission de gaz à effet de serre sont consultables sur un site dédié publié par Météo-France en novembre 2022.

## Urbanisme

### Typologie
Au 1er janvier 2024, Val-Mont est catégorisée commune rurale à habitat dispersé, selon la nouvelle grille communale de densité à 7 niveaux définie par l'Insee en 2022.
Elle est située hors unité urbaine. Par ailleurs la commune fait partie de l'aire d'attraction de Beaune, dont elle est une commune de la couronne,. Cette aire, qui regroupe 64 communes, est catégorisée dans les aires de 50 000 à moins de 200 000 habitants,.

## Histoire
Créée par un arrêté préfectoral du 23 décembre 2015, elle est issue du regroupement des deux communes d'Ivry-en-Montagne et de Jours-en-Vaux qui deviennent des communes déléguées. Son chef-lieu est fixé à Jours-en-Vaux.

## Politique et administration
Jusqu'aux prochaines élections municipales de 2020, le conseil municipal de la nouvelle commune est constitué de l'ensemble des conseillers municipaux des anciennes communes. Un nouveau maire est élu début 2016. Les maires actuels des communes deviennent maires délégués de chacune des anciennes communes.

## Démographie
L'évolution du nombre d'habitants est connue à travers les recensements de la population effectués dans la commune depuis sa création.

En 2022, la commune comptait 250 habitants, en évolution de −3,1 % par rapport à 2016 (Côte-d'Or : +0,82 %, France hors Mayotte : +2,11 %).
| 2018 | 2022 |
| ---- | ---- |
| 259  | 250  |

| Période        | Période  | Identité              | Étiquette | Qualité |
| -------------- | -------- | --------------------- | --------- | ------- |
| 9 janvier 2016 | En cours | Christian Bressoulaly |           |         |

| Nom                   | Code Insee | Intercommunalité                                        | Superficie (km2) | Population (dernière pop. légale) | Densité (hab./km2) |
| --------------------- | ---------- | ------------------------------------------------------- | ---------------- | --------------------------------- | ------------------ |
| Jours-en-Vaux (siège) | 21327      | CA Beaune, Côte et Sud - Communauté Beaune-Chagny-Nolay | 8,81             | 107 (2013)                        | 12                 |
| Ivry-en-Montagne      | 21318      | CA Beaune, Côte et Sud - Communauté Beaune-Chagny-Nolay | 11,09            | 161 (2013)                        | 15                 |

## Culture locale et patrimoine

### Lieux et monuments
- Château de Jours-en-Vaux.